# Naturally (J.J. Cale)
| Recensione                        | Giudizio     |
| --------------------------------- | ------------ |
| AllMusic                          | [ 2 ]        |
| Robert Christgau                  | B            |
| The New Rolling Stone Album Guide | [ 4 ]        |
| Sputnikmusic                      | 4.4 (Superb) |
| Dizionario del Pop-Rock           | [ 6 ]        |
| 24.000 dischi                     | [ 7 ]        |

Naturally è il primo album di J.J. Cale come solista, pubblicato dalla Shelter Records nel novembre del 1971.
L'album si classificò al cinquantunesimo posto (29 gennaio 1972) della Chart statunitense Billboard 200.

## Tracce
Lato A
1. Call Me the Breeze – 2:34 (J.J. Cale) – Registrato il 29 e 30 settembre 1970 al Moss Rose Studio di Nashville, TN
2. Call the Doctor – 2:25 (J.J. Cale) – Registrato il 29 e 30 settembre 1970 al Moss Rose Studio di Nashville, TN
3. Don't Go to Strangers – 2:26 (J.J. Cale) – Registrato il 9 giugno 1971 al Bradley's Barn, Mt. Juliet, TN
4. Woman I Love – 2:40 (J.J. Cale) – Registrato il 2, 3 e 4 ottobre 1970 al Bradley's Barn, Mt. Juliet, TN
5. Magnolia – 3:22 (J.J. Cale) – Registrato il 2, 3 e 4 ottobre 1970 al Bradley's Barn, Mt. Juliet, TN
6. Clyde – 2:27 (J.J. Cale) – Registrato il 2, 3 e 4 ottobre 1970 al Bradley's Barn, Mt. Juliet, Tennessee

Lato B
1. Crazy Mama – 2:30 (J.J. Cale) – Registrato il 29 e 30 settembre 1970 al Moss Rose Studio di Nashville, TN
2. Nowhere to Run – 2:24 (J.J. Cale) – Registrato il 2, 3 e 4 ottobre 1970 al Bradley's Barn, Mt. Juliet, TN
3. After Midnight – 2:23 (J.J. Cale) – Registrato il 9 giugno 1971 al Bradley's Barn, Mt. Juliet, TN
4. River Runs Deep – 2:41 (J.J. Cale) – Registrato il 29 e 30 settembre 1970 al Moss Rose Studio di Nashville, TN
5. Bringing It Back – 2:43 (J.J. Cale) – Registrato il 2, 3 e 4 ottobre 1970 al Bradley's Barn, Mt. Juliet, TN
6. Crying Eyes – 3:14 (J.J. Cale) – Registrato il 29 e 30 settembre 1970 al Moss Rose Studio di Nashville, TN

## Musicisti
- J.J. Cale - chitarra, voce
- Weldon Myrick - chitarra steel (brani: A1, A2 & A5)
- Mac Gayden - chitarra slide (brani: B1 & B4)
- Walter Haynes - dobro (brano: A6)
- Bob Wilson - pianoforte (brani: A4, A5, A6, B2 & B5)
- Jerry Whitehurst - pianoforte (brani: A3 & B3)
- David Briggs - pianoforte, organo (brani: A3 & B3)
- Ed Colis - armonica (brani: A4, A5, A6, B2 & B5)
- Buddy Spiker - fiddle (brano: A6)
- Shorty Lavender - fiddle (brano: A6)
- Norbert Putnam - basso (brani: A3 & B3)
- Tim Drummond - basso (brani: A4, A5, A6, B2 & B5)
- Carl Radle - basso (brani: B1, B4 & B6)
- Chuck Browning - batteria (brani: A3 & B3)
- Karl Himmel - batteria (brani: A4, A5, A6, B1, B2, B4, B5 & B6)
- Diane Davidson - cori (brani: B1 & B4)